# Bateria de silício-ar
A bateria de silício-ar é uma nova tecnologia de pilhas inventada pela equipe liderada pelo Prof. Ein-Eli do Grand Technion Energy Program no Technion.
As baterias de silício-ar utilizam o oxigênio e o silício. Tais baterias seriam leves, e teriam uma alta tolerância a condições de extrema umidade ou ressecamento, sendo capaz de proporcionar grande economia em custo e peso, já que os os cátodos embutidos nas baterias convencionais não estariam presentes.
As células experimentais descritas no periódico Electrochemistry Communicatins utilizando um líquido ionizado a temperatura ambiente como eletrólito produziu entre 1 e 1.2 volts à densidade de 0.3 miliampères por centímetro quadrado de silício.